# الویرا کینتیا
الویرا کینتیا (اسپانیایی: Elvira Quintillá‎؛ ‏ ۱۹ سپتامبر ۱۹۲۸ – ۲۷ دسامبر ۲۰۱۳) بازیگر اهل اسپانیا بود که فعالیت حرفه‌ای‌اش بیش از شش دهه ادامه داشت.
او در بارسلون زاده شد و فعالیت بازیگری خود را در سال ۱۹۴۱ با حضور روی صحنه آغاز کرد. او در سال ۱۹۴۷ با بازیگر خوزه ماریا رودرو ازدواج کرد و این زوج تا زمان درگذشت رودرو در ماه مه ۱۹۹۱ با هم بودند.
او در ۲۷ دسامبر ۲۰۱۳، در سن ۸۵ سالگی در مادرید درگذشت.
از فیلم‌ها یا برنامه‌های تلویزیونی که وی در آن نقش داشته است، می‌توان به خوش آمدید آقای مارشال!، کندو، جلاد و امکانش هست؟ اشاره کرد.